# Leporinus silvestrii
Leporinus silvestrii är en fiskart som beskrevs av George Albert Boulenger 1902. Leporinus silvestrii ingår i släktet Leporinus och familjen Anostomidae. Inga underarter finns listade i Catalogue of Life.